# Uxío Novoneyra
Uxío Novoneyra, nacido como Eugenio Novo Neira (Parada, Seoane, 19 de enero de 1930 - Santiago de Compostela, Galicia, 30 de octubre de 1999) fue un poeta y escritor español. Siendo hijo de una familia campesina, Folgoso de Caurel fue el principal referente físico para sus versos, considerados de los mejores en lo relativo a la paisajística, dentro de la literatura gallega. Se le dedicó el Día de las Letras Gallegas de 2010.

## Biografía

### Origen y formación
Sus padres fueron Xosé Novo López, campesino pudiente, y Manuela Neira Bello, que tuvieron tres hijos: José (muerto en 1936), Elisa y el propio Uxío.

Estudió el Bachillerato en Lugo, desde 1942 a 1948, y obtuvo el título de Bachiller en 1951. Traba amistad con Manuel María en 1945 y con María Mariño Carou en 1947. También conoció en Lugo a Luís Pimentel.

En 1948 se matriculó por libre en la facultad de Filosofía y Letras en Madrid, donde comenzó a escribir poemas en castellano, como los publicados en la revista universitaria "Bengala". Conoció allí a Xesús Alonso Montero, quien conservó lo que dice ser su primer libro de poemas, Abrojos. Poemas cortos, inédito hasta que en el año 2002 Alonso Montero publicó nueve de sus poemas. En estos años de estudiante se consagró intensamente a la lectura de poesía de los más diversos autores y adquirió cierta fama como recitador de poemas. De los años 1950-51 datan las colecciones de poemas tituladas Poemas de Dios e Caurel, de donde salieron Os Eidos; Luz Pozo Garza publicará en el 2000, en la revista "Clave Orión" algunos de estos poemas.

En 1952 hizo el servicio militar, en Parga primero y en Santiago de Compostela después, y recupera el contacto con Manuel María, quien ya había publicado Muiñeiro de brétemas. A finales de ese mismo año comenzó a escribir los poemas que darían lugar a Os Eidos:

"Aquel año [1952] escribí el primer gran núcleo de 'Os Eidos'

En esta época en Compostela conoció y trató a Maside, Piñeiro y Otero Pedrayo, a quienes se debe la decisió adoptada en ese mismo año de 1952 de escribir en gallego, lengua que  ya no dejaría nunca.

"Eu chegara a Compostela, eu estivera en Compostela no 52, cando cheguei de soldado con Manuel María, e encontreime con aquela peña espléndida que se reunía no café Español, onde está hoxe a delegación da Voz de Galicia. Era unha peña á que asistía Pedraio, Maside, Piñeiro, García Sabell, Ferrín..."

```

```

Yo había llegado a Compostela, yo había estado en Compostela en el 52, cuando llegué de soldado con Manuel Maria, y me encontré con aquella peña espléndida que se reunía en el café Español, donde está hoy la delegación de la Voz de Galicia. Era una peña a la que asistía Pedraio, Maside, Piñeiro, García Sabell, Ferrín…

La influencia de Piñeiro sobre la formación de Novoneyra, así como la de su compañero Manuel María, está descrita por Raimundo García Domínguez, Borobó:

"Tamén serían os dous poetas lugueses cecáis os primeiros mozos en acercarse á mesa camilla de Ramón Piñeiro, recén chegado entón a Compostela. Alí poideron recibir do metafísico da saudade as suas leccións precisas, nidias, que descubrían ós despertos rapaces un luminoso horizonte, pra eles denantes enteiramente nubrado, anque soñado, en canto ao pasado e o porvir da sociedade e da cultura galegas".

También serían los dos poetas lucenses quizás los primeros muchachos en acercarse a la mesa camilla de Ramón Piñeiro, recién llegado entonces a Compostela. Allí pudieron recibir de lo metafísico de la saudade sus lecciones precisas, nidias, que descubrían a los despiertos chavales un luminoso horizonte, para ellos antes enteramente nublado, aunque soñado, en cuanto al pasado y el porvenir de la sociedad y de la cultura gallegas.

### Década de los 50
En 1953 enfermó de pleuresía y se recluyó en Folgoso de Caurel, donde permaneció hasta 1962, salvo breves viajes a Santiago, Lugo, Madrid etc. Fue durante esta estadía en Folgoso de Caurel cuando coincidió con María Mariño, con la que establecería una larga relación literaria.
En 1955 publicó Os eidos, con poemas escritos entre 1952 y 1953. Se trata de un poemario con el que comienza un ciclo poético que continuará durante muchos años, con nuevos poemas (Os eidos 2, 1974) y modificaciones en los primeros. El libro fue prologado por Ramón Piñeiro, que lo define como "voz da terra" (voz de la tierra) y destaca el lirismo telúrico del poeta.

"A saudade como doenza e o amor como tentativa de curación son os dous polos en que aitualmente afinca a vida espiritoal do poeta das terras outas e soias do Caurel".

La saudade como dolencia y el amor como tentativa de curación son los dos polos en que actualmente afinca la vida espiritual del poeta de las tierras altas y solitarias de O Caurel.

El mismo Piñeiro recoge en la solapa del libro el hecho de que Uxío estaba trabajando en aquel momento en otro libro de poemas, O libro das Cantigas, y una obra de teatro, A noite é máis que unha pecha escuridade, que nunca se llegaron a publicar.
La publicación de Os Eidos vino a confirmar definitivamente la fama que por entonces ya estaba consiguiendo Novoneyra. La prensa de la época ya había recogido diversas opiniones laudatorias de su poesía, de la pluma de Otero Pedrayo o  Isidoro Millán (1955), corroboradas posteriormente por Ánxel Fole, Borobó o Xosé Luís Franco Grande (en diversos medios, entre 1959 y 1962).
En el mismo año de 1955 empezó a publicar poesías en diarios  y revistas como "Vida Gallega" (donde publicaría un total de 15 poemas hasta 1961), "Aturuxo", "Follas secas", "Luzes de Galicia", "Nordés", "Ólisbos", "Dorna", "Ronsel" y muchos otros. Igualmente, es incluido por vez primera en una antología poética gallega, editada por Francisco Fernández del Riego (Escolma de poesía galega. IV. Os contemporáneos, Galaxia 1955). En 1959 aparecería de nuevo en otra antología y, posteriormente, en muchas otras.

El 22 de febrero de 1957 intervino en el llamado Homenaje a la poesía gallega, celebrado en Compostela, junto a prestigiosas firmas de la litertura gallega y  galeguista. Él mismo cualificó el acto como "o primeiro que houbo na Compostela da posguerra" (el primero que hubo en la Compostela de posguerra), y su participación consistió en un recital de poesía medieval. La impresión que causó Novoneyra quedó reflejada en  La Noche con estas opiniones de Borobó:

Si a alguien se le puede llamar trovador en este tiempo gallego es a Novoneyra, trovador de sus propias trovas, segrel de las de los demás, juglar bajado del Caurel a las ciudades...

o de López Nogueira:

En verdad que todos hemos quedado perplejos. El que esto escribe no cree que sea posible repetir -por otra persona- la actuación lírica del viernes, la maravillosa lección de 'resurrección poético-espiritual' del arte del Medioevo gallego que ha dado Novoneyra. Y cree que ella ha sido posible en virtud de la íntima identificación que tiene este poeta con la poesía gallega legítima.

Años más tarde (1985) Franco Grande rememoraba así aquel recital:

"Novoneyra dominou o ambiente. Recitou con mestría os poemas dos Cancioneiros, dicía os seus poemas como se fosen propios, tanto que os poemas de Torneol ou de Bernal de Bonaval semellaban dos nosos días"

.

Novoneyra dominó el ambiente. Recitó con maestría los poemas de los “Cancioneiros”, decía sus poemas como si fuesen propios, tanto que los poemas de Torneol o de Bernal de Bonaval parecían de nuestros días.

### Década de los 60
En 1962, Novoneyra regresó a Madrid. En Madrid empezó a trabajar en la radio y en la televisión, dirigiendo diversos espacios culturales dedicados a los grandes poetas españoles e internacionales, sin olvidar a los gallegos. Simultáneamente asistía a las tertulias del  Café Gijón, donde conoció a los miembros del grupo galeguista Brais Pinto, especialmente al pintor Reimundo Patiño.
En 1966 publicó Elexías do Courel e outros poemas, en una edición bilingüe en castellano y gallego. Ese mismo año dejó Madrid y regresó a O Courel, para atender a sus padres, ya viejos y enfermos: el padre moriría en 1971 y la madre en 1973.

En 1967 escribió el poema Vietnam canto , como colaboración para un libro que se iba a titular Con Vietnam pero que nunca llegó a imprimirse. Su poema se publicó finalmente en 1969 en la "Revista exterior de poesía hispana". Con este texto surge un Novoneyra más reivindicativo y politizado; menos lírico e intimista.

Durante las últimas fases de la enfermedad de su madre, ésta fue atendida por Elba Rei, enfermera a la que Uxío había conocido en Lugo en 1968.

### Década de los 70
Elba y Uxío se casaron el 5 de enero de 1973 y tuvieron tres hijos: Branca, Uxío y Arturo; además de otro que sólo vivió unos pocos días.

Xa non se oi o río.
Vai nacer outro Uxío
pra que siga o Pasado.
 (De "A Elva que veu pro Courel", 1981, en Os Eidos. Libro do Courel)

1974 fue el año de publicación de Os Eidos II,  que recoge poemas escritos entre 1954 y 1957 y otros posteriores en los que se evidencia el compromiso político de esta nueva etapa. Entre ellos destaca "Letanía de Galicia":

GALICIA da door chora ... á forza
GALICIA da tristura triste ... á forza
GALICIA do silencio calada ... á forza
GALICIA da fame emigrante ... á forza
GALICIA vendada cega ... á forza
GALICIA tapeada xorda ... á forza
GALICIA atrelada queda ... á forza

En 1981 se editan conjuntamente todos los poemas que conformaban los dos tomos de Os Eidos, en un libro titulado Os Eidos. Libro do Courel.  En esta recopilación y depuración de su ciclo courelano, algunos de los poemas muestran modificaciones del propio autor respecto a las ediciones originales de 1955 y 1974. Este libro conjunto vio sucesivas reediciones a lo largo de los años, algunas con nuevos añadidos, como el glosario final que incluye en una edición de  1985. Así mismo, en 1988, el poeta donostiarra Koldo Izaguirre publica una edición bilingüe en vasco y  gallego bajo el  título Bazerrak / Os Eidos, I e II.

"Fíxome unha gran ilusión recibir os dous tomos da versión de Os Eidos ó milenario eusquera. E góstame moito "Bazterrak" como título.
Vexo moi ben que non fixeses unha versión rimada. Horrorízanme"

Me hizo una gran ilusión recibir los dos tomos de la versión de Os Eidos  al milenario eusquera. Y me gusta mucho "Bazterrak" como título. 
Veo muy bien que no hicieses una versión rimada. Me horroriza .

El propio Novoneyra estaba preparando, en el momento de su muerte, una edición bilingüe gallego-castellano, que en  2010 aún no vio la prensa de la imprenta.
En 1979 publica Poemas caligráficos, libro que combina la poesía y la peculiar caligrafía de Novoneyra con la colaboración de Xosé Manuel Pereiro y Reimundo Patiño, quien prologa el poemario. Los textos están vinculados a la vanguardia pictórica organizada alrededor del grupo Brais Pinto.

### Década de los 80
En 1983 dejó O Courel para establecerse definitivamente en Santiago de Compostela. El año anterior había sido elegido presidente de la  Asociación de Escritores en Lingua Galega, cargo que ocupó, tras sucesivas confirmaciones, hasta su muerte.

"Cando eu, no ano 1982, dixen que xa non me apetecía seguir de presidente da Asociación de Escritores en Lingua Galega, el, de bo xorne, substituíume, e, sempre de bo xorne, ano tras ano, foi mantendo con dignidade e eficacia ese cargo de presidente e morreu como tal"

Cuando yo, en el año 1982, dije que ya no me apetecía seguir de presidente de la Asociación de Escritores en Lingua Galega, él, de buen humor, me sustituyó, y siempre de buen humor, año tras año, fue manteniendo con dignidad y eficacia ese cargo de presidente y murió como tal (Bernardino Graña)

Méndez Ferrín publicó en 1984 De Pondal a Novoneyra, libro que recorre la obra de los poetas gallegos más sobresalientes. Poner a la par a  Pondal y a Novoneyra refleja el prestigio que había alcanzado éste y contribuye definitivamente a su canonización.

En 1986 aparece Muller pra lonxe,  con poemas pasionales y amorosos entre 1955 y 1985 ya publicados anteriormente en revistas y obras colectivas. Está ilustrado por el pintor lucense  Carlos Pardo Teijeiro.
.

Andas as rúas
como se fora a praia.
ouh muller pra lonxe
chegas do norde
pasas da saga á cántiga
levando sola a gran imaxe

"Poesía obxectual, paisaxística, cósmica, existencial, cívica e amorosa ao mesmo tempo. Poesía de amor, porque, como todos os grandes poetas, Uxío Novoneyra é tamén un poeta de amor".

Poesía objetual, paisajística, cósmica, existencial, cívica y amorosa al mismo tiempo. Poesía de amor, porque, como todos los grandes poetas, Uxío Novoneyra es también un poeta de amor) (Claudio Rodríguez Fer)

Otra compilación de poemas escritos a lo largo de 30 años, Do Courel a Compostela, apareció en 1986. Son, sobre todo, poemas políticos, sin faltar textos intimistas y amorosos. El libro está ilustrado por Laxeiro, Maside, Lorente, y se acompaña de una antología crítica de firmas de renombre sobre el autor.

### Década de los 90
En 1991 publicó su primer libro de narrativa,  O cubil do xabaril, libor de cuentos infantiles ambientados en la geografía caurelana. A este libro seguirían otros dos con la misma temática:Gorgorín e Cabezón (1992) e Ilda, o lobo, o corzo e o xabarín (1998).
En este mismo año se reeditó Elexías do Courel e outros poemas (que había publicado en 1966) pero ahora bajo el título Tempo de elexía. Como en otras ocasiones, el autor modifica algunos textos y añade poemas que había publicado en otros medios.
En 1994 editó Poemas de doada certeza (i este brillo premido entre as pálpebras), y en 1998  Betanzos: Poema dos Caneiros e Estampas.
Al fin, en 1999, ya enfermo e imposibilitado para poder visitar O Courel como le gustaba hacerlo, se publicó Arrodeos e desvíos do Camiño de Santiago e outras rotas, con fotografías de Federico García Cabezón y algunos  textos caligráficos del autor.

Arrodeos e desvíos do Camiño de Santiago e outras rotas leva xa no título a idea de extravío do camiño previamente marcado, como unha busca permanente a través da saída por carreiros agochados ou pouco coñecidos. E así como se cantan as antigas vías de peregrinaxe a Santiago, Novoneyra recrea aqueloutras vías e rotas afastadas tan amadas. Nelas perdura a memoria dos camiñantes de 'Os Eidos', figuras ensumidas nas voltas dun camiño labiríntico da serra que é tamén o camiño da existencia.
Arrodeos e desvíos do Camiño de Santiago e outras rotas lleva ya en el título la idea de extravío del camino previamente marcado, como una búsqueda permanente a través de la salida por "caminos estrechos" ocultos o poco conocidos. Y así como se cantan las antiguas vías de peregrinaje a Santiago, Novoneyra recrea aquellas otras vías y rutas apartadas tan amadas. En ellas perdura la memoria de los caminantes de 'Os Eidos', figuras ensumidas en las vueltas de un camino laberíntico de la sierra que es también el camino de la existencia.

Novoneyra murió en el hospital Gil Casares de Santiago de Compostela, a las 11 de la mañana del sábado 30 de octubre de 1999, siendo velado en San Domingos de Bonaval. Fue enterrado en el cementerio de San Froilán de Lugo.

As campás de todo o Courel e de Compostela rendiron como unha soa voz a homenaxe de Galicia ó seu poeta, persoeiro primeiro velado no Panteón de Galegos Ilustres en San Domingos de Bonaval.
Las campanas de todo O Courel y de Compostela rindieron como una sola voz el homenaje de Galicia a su poeta, primera personalidad velada en el Panteón de Galegos Ilustres de San Domingos de Bonaval.

## Estilo
En sus textos, Novoneyra explicitó su compromiso nacionalista y marxista, sin dejar de preocuparse en ningún momento por la forma poética y por el lenguaje. Formalmente, procuraba el mejor resultado visual y -sobre todo- sonoro para los textos (echando mano para tal efecto de diversos recursos como el fonosimbolismo, la utilización de dialectalismos, los silencios, el simbolismo gráfico, etc.). Las pocas palabras utilizadas pretenden evocar de un modo mágico el mundo en el que el ser humano está inmerso, designando las cosas para que éstas aparezcan ante nosotros.
Es preciso también recordar su compromiso público y constante con Galicia:

É xa hora de que señas toda patria dos teus
dos que gardaron a fala en que máis se dixo adeus
e señas dona de ti e señora de falar
señora de decidir e dona de se negar

Así como también con la lengua, a la que define como "o único sitio onde seguen vivos os antepasados, a única forma audible de supervivencia" (el único sitio donde siguen vivos los antepasados, la única forma audible de supervivencia). Y lo hace tanto como escritor individual, como a través de la presidencia de la AELG, compromiso que quedó patente en numerosas ocasiones, como en esta entrevista que le hacen en 1998:

Ninguén dubida xa da nosa identidade, nin os inimigos da lingua propia, que anque non a queiran nin a falen será sempre o galego. Repito: hai cousas que non as escolle un, escolleunas a historia.
Nadie duda ya de nuestra identidad, ni los enemigos de la lengua propia, que aunque no la quieran ni la hablen será siempre el gallego. Repito: hay cosas que no las escoge uno, las escogió la historia

## Obra
Resulta difícil sistematizar la obra publicada por Uxío Novoneyra, ya que son frecuentes los poemas publicados, con modificaciones más o menos relevantes, en libros distintos. Para empezar, muchos de ellos fueron publicados en periódicos, revistas o de otra forma antes de aparecer en alguno de sus libros, también, comúnmente, modificados.

"Houbo algún poema ou obra que lle dera moito traballo?
Algún poema ten centos de horas de traballo. E algún libro anos e anos. Certa Poesía hai que sometela a presión até que nada sobre do que a emoción non depurou, porque a emoción depura a palabra" 

¿Hubo algún poema o obra que le dio mucho trabajo?
Algún poema tiene cientos de horas de trabajo. Y algún libro años y años. Cierta Poesía hay que someterla a presión hasta que nada sobre de lo que la emoción no depuró, porque la emoción depura la palabra

- Os eidos, Galaxia, Vigo 1955.
  - Dedicado a Maside y a Ramón Piñeiro, que a su vez escribe el prólogo. El libro fue escrito en 1952 y primeros de 1953.
- Elexías do Courel e outros poemas, Rialp (colección Adonais), Madrid 1966. ISBN No tiene. DL M-4065-1966.
  - Es una edición bilingüe gallego-castellano, titulado en castellano por la editorial. Se estructura en tres partes: Elexías do Courel, Primera verdad y tiempo con nombres y Elegías de Madrid. Fue reeditado, con variaciones y nuevos poemas, en 1991, bajo el título Tempo de elexía.
- Os eidos II, Galaxia, Vigo 1974. ISBN 84-7154-221-8.
  - Incluye el poema Letanía de Galicia , que, las veces, aparece como subtítulo. Contiene poemas escritos entre 1954 y 1957 y está dedicado a María Mariño y a la memoria de sus padres, muertos hacía poco. El libro se ilustra con dibujos de Laxeiro.
- Poemas caligráficos, Número 1.º de los Cuadernos da Guadaña, Brais Pinto, Madrid 1979. ISBN 84-8517-105-5.
  - Tampoco, en este caso, los poemas son inéditos, pero aquí aparecen caligrafiados por el autor. Reimundo Patiño escribe el prólogo.
- Os eidos. Libro do Courel, Colección Grandes Mestres n.º 1, Xerais, Vigo 1981. ISBN 84-7507-020-5.
  - Reúne los textos de Os Eidos e de Os Eidos II, junto con algún poema posterior. De nuevo, los poemas están depurados y recolocados.
- Muller pra lonxe, Diputación provincial de Lugo, Lugo 1986. ISBN 84-505-4535-8.
  - Poemas de amor, unos conocidos y otros nuevos. Con caligrafías del autor.
- Do Courel a Compostela, Sotelo Blanco, Santiago de Compostela 1988. ISBN 84-86021-80-4.
  - También, con poemas conocidos, publicados en otros libros u otros medios.
- O cubil de Xabarín, Edelvives, Madrid 1990. ISBN 84-263-1956-4.
- Tempo de elexía, Vía Láctea, Oleiros 1991. ISBN 84-86531-58-6.
  - Véase lo que se dijo anteriormente en Elexía do Courel....
- Gorgorín e Cabezón, Edelvives, Madrid 1992. ISBN 84-263-2170-4.
- Poemas de doada certeza i este brillo premido entre as pálpebras, Espiral Maior, La Coruña 1994. ISBN 84-88137-39-7.
  - Poemas inéditos o dispersos en otros libros.
- Ilda, o lobo, o corzo e o xabarín, Edelvives, Zaragoza 1998. ISBN 84-263-3727-9.
- Arrodeos e desvíos do Camiño de Santiago e outras rotas, Hércules de Ediciones y Junta de Galicia, La Coruña 1998. ISBN 84-453-2306-7.
  - Prácticamente, todos textos nuevos. Novoneyra ya había anunciado anteriormente que estaba trabajando en este nuevo libro, al que se refería como Libro de rotas. Ámeto mítico.

En 1995 se publicó la obra colectiva Camelio xaponés, para la que Novoneyra tradujo siete versos japoneses(xiikas) de Ayako Sugitani, a la vez que esta tradujo al  japonés tres poemas de Novoneyra.
A mayores, su obra comprende numerosos poemas publicados en la prensa (Alborada, Atlántida, Aturuxo, Cerna, Clave Orión, Dorna, Encrucillada, Grial, La Noche, Ólisbos, Ronsel etc.) y en libros colectivos. Existen también textos (poemas, recitales, conferencias, pregones, etc.), algunos de los cuales se publicaron en Cadernos Ramón Piñeiro XIV (2010).
Finalmente, hay que recordar la obra gráfica de Novoneyra, en forma de gravados e aguafuertes de temática variada.

### Otras obras colectivas
- Antoloxía da poesía galega actual. Nordés (1978, Edicións do Castro).
- III Festival da Poesía no Condado (1983, S. C. D. Condado).
- Os escritores lucenses arredor de Ánxel Fole (1986, Ayuntamiento de Lugo).
- VII Festival da Poesia no Condado (1987, S. C. D. Condado).
- Desde mil novecentos trinta e seis: homenaxe da poesía e da plástica galega aos que loitaron pola liberdade (1995, Edicións do Castro).
- Antoloxía consultada da poesía galega 1976-2000 (2003, Tris Tram). Por Arturo Casas.
- Intifada. Ofrenda dos poetas galegos a Palestina (2003, Fundación Araguaney).
- Poemas pola memoria (1936-2006) (2006, Junta de Galicia).
- Poetízate. Antoloxía da poesía galega (2006, Xerais).
- Poemas coruñeses: antoloxía de textos poéticos dos séculos XIX e XX sobre a Coruña (2008, Espiral Maior).

### Homenajes
Además de las numerosas ocasiones en que, en la prensa o en libros, distintas personalidades ensalzaron la obra y trayectoria de Novoneyra,  bien en vida o bien tras su muerte, se pueden destacar los siguientes actos de homenaje:
- En el año 2000, el Ayuntamiento de Puentes de García Rodríguez crea el Premio de poesía Uxío Novoneyra.
- En 2000, el Ayuntamiento de Folgoso de Caurel crea el certamen literario Uxío Novoneyra.
- También en 2000, la Asociación de Escritores en Lingua Galega lo nombra socio de honra.
- En 2002 se inaugura en Lugo el centro social Uxío Novoneyra.
- En 2005, el Ayuntamiento de Órdenes gravó un texto de Novoneyra en la placa del monumento en homenaje a las  víctimas del atentado del 11 de marzo de 2004.
- En 2006, Culleredo inaugura la biblioteca municipal Uxío Novoneyra, en el Pazo Vila Melania.

El 27 de junio de 2009, la Real Academia Gallega decidió dedicarle el Día das Letras Galegas del año 2010. La elección fue por unanimidad (salvo un voto en blanco), frente a las otras propuestas representadas por Carvalho Calero y Lois Pereiro. Entre las razones dadas para su elección estuvieron la de ser un "excelente poeta, galeguista e profundamente democrático", "un poeta de entrega total, cunha obra en constante refacción, en continua forxa".(excelente poeta, galeguista y profundamente democrático), (un poeta de entrega total, con una obra en constante refacción, en continua forja).
A Real Academia destacó así mismo la "oralidade da súa poesía, que adquiría matices especiais cando o mesmo poeta recitaba os seus propios versos. Unha proba máis do seu enraizamento co pobo e coa poesía popular". (oralidad de su poesía, que adquiría matices especiales cuando el mismo poeta recitaba sus propios versos. Una prueba más de su enraizamiento con el pueblo y con la poesía popular).